# Theridion stannardi
Theridion stannardi là một loài nhện trong họ Theridiidae.
Loài này thuộc chi Theridion. Theridion stannardi được Herbert Walter Levi miêu tả năm 1963.